# Глембоцко (Опольское воеводство)
Глембо́цко (пол. Głębocko) — село в Польше в гмине Гродкув Бжегского повета Опольского воеводства.

## География
Село находится в 9 км от административного центра гмины города Гродкув, 20 км от административного центра повета города Бжег и 32 км от административного центра воеводства Ополе.

## История
До 1946 года село входило в состав нацистской Германии.
В 1975—1998 годах село входило в Опольское воеводство.

## Достопримечательности
- В административных границах села находится заповедник «Дембина».